# Hotel Menen
O Hotel Menen é um hotel na república de Nauru. Foi construído em 1969 pelo arquiteto Nelson, e foi considerado um dos mais confortáveis no Pacífico. Tinha capacidade para 119 hóspedes e pequenos quartos para mais de 200 pessoas. Situa-se numa praia da baía de Anibare, que é popular para natação.
O restaurante do hotel serve, principalmente, comidachinesa e outras comidas típicas. O Hotel Menen é partilhado por hóspedes e locais onde eles podem se reunirem.